# 酒国
《酒国》是寻根文学作家莫言的讽刺小说，小说借助“酒”，描绘了中华人民共和国的官场生态，抨击了官场的腐败，英文版译者是美国汉学家葛浩文。

## 内容
某省人民检察院的特级侦察员“丁钩儿”遵循上级命令前往酒国市，此次任务是调查一个特殊的案子，案子透露出血腥和残酷，据说酒国市的政府官员吃活着的婴儿，而且数量繁多。丁钩儿带着上级的指示来到酒国，却被酒国当地官员贿赂，邀约参加各种酒席，不擅长喝酒而且没有酒量的丁钩儿虽然想要控制自我不喝酒，但是在众人的劝说和奉承之下，经常喝得烂醉如泥，一次，他参加酒席的时候，喝得酩酊大醉，倒在厕所里，淹死了。
小说的另一大部分是酒国市的酒博士、业余作家李一斗与莫言之间的信件，在多次通信中李一斗将他创作的多篇故事送给莫言阅读，并请莫言将这些作品推荐给文学出版媒体予以发表。

## 艺术特色
全书分为10个章节，每个章节分为若干小节。小说以讽刺为主，揭露了中华人民共和国官场的腐败。

## 奖项
2001年，法国儒尔·巴泰庸外国文学奖。

## 评价
美国汉学家葛浩文：“《酒国》可能是我读过的中国小说中在创作手法方面最有想象力、最为丰富复杂的作品。”